# Goran Jozinović
Goran Jozinović (Zenica, 27. kolovoza 1990.) bivši je hrvatski nogometaš koji je igrao na poziciji lijevog beka. 

## Karijera

### Hajduk
Lijevi branič Hajduka debitirao je za seniorsku momčad Hajduka ušavši u igru 29. rujna 2007. godine protiv Šibenika na Šubićevcu s tek navršenih 17 godina. Uzrok toga je, ipak, bio veliki broj ozljeda igrača iz najbolje Hajdukove postave. 
Kasnije nastavlja igrati u juniorskoj momčadi nastupajući na lijevom boku, kao branič ili kao vezni igrač, pružajući vrlo obečavajuće igre. Prodajom Mirka Hrgovića dobiva više prigoda na njegov poziciji lijevog braniča, te naredne polusezone bilježi 8 nastupa za prvu momčad, pokazavši kako se na njega isplati računati i u budućnosti. 
Ipak, dolaskom Gorana Vučevića više nastupa za juniorsku i rezervnu momčad, uz samo dva ulaska u igru seniorskog tima. Tadašnji ga je trener Ante Miše istaknuo kao veliki potencijal i bitnog igrača u seniorskom kadru kluba. No ipak je otišao na posudbu u Zadar.
Dobitnik je Torcidine nagrade Hajdučko srce za sezonu 2012./13.

### Lugano
Nakon isteka ugovora s Hajdukom u ljeto 2015. godine prelazi u švicarski Lugano.
Statistika u Hajduku
| Natjecanje        | Nastupi | Zgoditci |
| ----------------- | ------- | -------- |
| Prvenstvo         | 117     | 2        |
| Kup               | 18      | 1        |
| Superkup          | 1       | 0        |
| Međunarodne       | 12      | 0        |
| Splitski podsavez | 0       | 0        |
| Ukupno            | 148     | 3        |
| Prijateljske      | 65      | 3        |
| Sveukupno         | 213     | 6        |

## Klupski uspjesi
HNK Hajduk Split:
- Hrvatski nogometni kup (1): 2012./13.

## Vanjske poveznice
- Profil na Soccerwayu
- Profil na Transfermarktu